# Dahana (vlinder)
Dahana is een geslacht van vlinders van de familie spinneruilen (Erebidae), uit de onderfamilie Arctiinae.

## Soorten
- D. atripennis Grote, 1875
- D. cubana Schaus, 1904